# 涅索隆
50°33′52″N 27°55′11″E / 50.56444°N 27.91972°E
涅索隆（烏克蘭語：Несолонь），是烏克蘭北部的村莊，隸屬日托米爾州的茲維亞赫爾區。該村始建於1569年，面積2.67平方公里，海拔高度214米，2001年人口600，人口密度每平方公里224.38人。